# Pionosyllis enigmatica
Pionosyllis enigmatica is een borstelworm uit de familie Syllidae. Het lichaam van de worm bestaat uit een kop, een cilindrisch, gesegmenteerd lichaam en een staartstukje. De kop bestaat uit een prostomium (gedeelte voor de mondopening) en een peristomium (gedeelte rond de mond) en draagt gepaarde aanhangsels (palpen, antennen en cirri).
Pionosyllis enigmatica werd in 1950 voor het eerst wetenschappelijk beschreven door Wesenberg Lund.